# Habshis
Els habshis (comunitat habshi) era el nom donat a l'Índia a les comunitats africanes de les quals els ancestres havien vingut com esclaus a l'Índia, generalment de la Banya d'Àfrica. Derivava de l'àrab habash donat als abissinis.

## Origen
El primer habshi destacat fou Djamal al-Din Yakut al servei de Radiyya Begum (reina a Delhi 1235-1240), que alguns sospiten que fou l'amant de la reina. Altres habshis van destacar durant el període del sultanat de Delhi. Es creu que ja llavors eren nombrosos al Gujarat. Sota Muhammad Shah III Tughluk (1389/1390-1393) es va distingir l'eunuc Malik Sarwar, que va arribar a wazir amb títol de Khwadja Djahan (1389) i governador de les províncies orientals, i malik al-shark de Jaunpur per reprimir una revolta hindú; va dominar la regió i va ampliar els seus límits i fou de fet independent però mai va agafar el títol reial; en canvi el seu fill adoptiu Karanful, també un habshi, que el va succeir el 1399, va fer llegir la khutba en nom propi i va emetre moneda agafant el nom de Mubarak Shah. Va morir el 1400 i el va succeir el seu germà petit amb el nom d'Ibrahim Shah Sharki, i va governar durant 40 anys, sent un notable protector de les arts i les lletres. La seva nissaga que va governar el sultanat de Jaunpur fou anomenada Shàrkida.

## Els habshis als sultanats del Dècan
Al sultanat bahmànida hi havia nombrosos habshis; Ahmeh Shah Bahmani al pujar al tron va portar molts estrangers, turcs i perses al país; els musulmans estrangers al sultanat eren quasi tots xiïtes mentre que els habshis eren sunnites; quan els habshis van perdre el favor de la cort, van donar suport als sunnites locals (dakhnis) contra els xiïtes estrangers. Quan els dakhnis van recuperar la influència van iniciar una persecució contra els estrangers de la que no es va lliurar el famós Mahmud Gawan; aquest havia repartit el poder i les províncies de Gulbarga i Mahur van correspondre als habshis; les persecucions van permetre organitzar un complot dirigit per un cap habshi que va desacreditar a Mahmud Gawan davant el sultà i aquest el va fer matar. Els habshis tenien la seva principal fortalesa a Habshi Koi, un turó als afores de Bidar on encara resten les tombes de molts abissinis nobles o soldats. Mahmud Shah (1482-1518) que tenia el suport de la facció turca, va nomenar no obstant un habshi, Dilawar Khan, com a diwan de finances; se li va encarregar de matar el wazir, un hindú convers molt impopular, i al no aconseguir-ho va fugir del país. Una revolta popular va intentar enderrocar a Mahmud sense èxit (1487), ja que el sultà fou salvat pels estrangers i va ordenar una massacra general d'habshis i dakhnis, que finalment es va poder evitar, però el poder va passar al turc sunnita Kasim Barid com a wazir (vegeu Barishàhides) i llavors Dilawar Khan va retornar per ajudar al sultà contra Kasim. Dilawar però fou derrotat i el poder barishàhida es va consolidar. El 1495 el governador habshi de Telingana occidental, Dastur Dinar, es va revoltar en ser destituït i substituït per Sultan Kuli Kutb al-Mulk, però fou derrotat per Kasim Barid amb el suport de Yusuf Ali Khan; no obstant va obtenir el feu de Gulbarga que Kasim li va donar per contrarestar l'ambició d'Ali Khan sobre Bijapur. Mort Kasim el 1504 Yusuf Ali Khan va atacar a Dastur Dinar i el va matar i va incorporar Gulbarga als seus dominis. Yusuf llavors va voler imposar la fe xiïta el que va provocar la represa de la lluita entre les faccions estrangeres d'un costat i els dakhnis locals i els habshis de l'altra. A Bijapur els dakhnis i habshis foren exclosos dels oficis de l'estat (1510) però el restabliment sunnita amb Ibrahim (1534-1558) va retornar als habshis a primera línia (1537). El seu fill i successor va retornar a la política contrària i va restaurar al poder als estrangers xiïtes. En temps d'Ibrahim II foren els habshis els que van restaurar a la reina Chand Bibi, però els habshis es van dividir en faccions i Dilawar Khan (diferent del Dilawar Khan ja esmentat) va arribar al tron; fou derrotat definitivament el 1591.
A Ahmednagar Ibrahim Nazim Shah era fill d'una dona habshi. Els habshis van aportar diversos caps militars i ministres. Per un temps els militars habshis van posar o deposar reis. El més destacat fou Malik Anbar, un antic esclau comprat a Bagdad, que va derrotar els mogols a Berar el 1601 i el 1603 va posar al tron d'Ahmednadgar a Murtada Nizam Shah II (tot i que la capital estava ocupada pels mogols); va reformar les finances, el sistema impositiu i l'exèrcit basat en els marathes, als que va ensenyar tàctiques de guerrilla. Durant tota la seva vida els mogols no van poder dominar Ahmednagar. A la seva mort el 1626 el sultà va quedar sota influència d'un altre habshi, Hamid Khan, i la seva dona. El poder del sultà va declinar i encara que el fill de Malik Anbar, de nom Fath Khan, va conservar el poder per un temps, fou finalment derrotat en condicions honorables pels mogols (1636).
Ahmad Nizam al-Mulk, fundador de la dinastia nizamshàhida, al començament del segle xvi va sortir de Gujarat per conquerir la regió de Danda Rajpuri al Konkan. Va donar el comandament de l'illa de Janjira (corrupció de l'àrab Djazira) a un fidel noble habshi de nom Sidi Yakut. L'illa i zona d'influència va restar en mans dels habshis fins al 1636 quan els mogols van conquerir Ahmednagar i l'illa va passar a Bijapur, que va deixar el poder local als habshis però ja no de manera hereditària, sinó de comandant naval a comandant naval. La flota de Janjira protegia tot el comerç de Bijapur i el tràfic de peregrins. Entre 1660 i 1670 Shivaji el cap maratha va intentar conquerir l'illa; al darrer atac, el més fort, el governador local va cridar en ajut a Bijapur i als mogols; només aquestos van oferir ajuda i el habshi governant va transferir la seva lleialtat a l'emperador i va rebre el títol de Yakut Khan i el comandament de la flota mogola a Janjira i Surat. Els caps de la marina foren habshis fins als primers anys del segle XVIII; després de derrotar a marathes i britànics, la seva potència naval va disminuir després del 1730 mentre la dels marathes augmentava. Però els marathes no s'hi van poder establir i quan els britànics van dominar la zona el govern habshi es va poder mantenir a Janjira.
Militars d'origen habshi es van destacar a Bengala (regió). Djalal al-Din Fath Shah (1461-1486) fou assassinat pel comandant habshi de la guàrdia de palau, l'eunuc Sultan Shahzada, que va usurpar el tron amb el nom de Barbak Shah i fou el primer d'una sèrie de sobirans habshis que van regnar a Bengala del 1487 al 1493. Barbak fou assassinat al cap de sis mesos pel comandant habshi de l'exèrcit, l'amir al-umara Malik Andil, en revenja per la mort del seu senyor, però després va ocupar ell mateix el tron amb el nom de Sayf al-Din Firuz, i va governar amb eficiència. Fou assassinat al seu torn en un cop d'estat de palau i va pujar al tron un menor d'edat d'origen incert sota la regència del habshi Habash Khan que al cap de poc temps fou assassinat per un altre habshi, Sidi Bar àlies Diwana, que va agafar el poder i es va proclamar rei sota el nom de Shams al-Din Muzaffar Shah. Bengala va quedar llavors sota un règim de terror i espoliació; només mercès a l'habilitat del seu wazir àrab Ala al-Din Husayn es va poder mantenir al poder, però finalment una revolta popular, a la que el mateix wazir es va sumar, el va enderrocar sent assassinat en secret durant el setge al que estava sotmès. El wazir va pujar al tron amb el nom d'Ala a-Din Husayn Shah (1493) i va posar fi al període habshi, eliminant progressivament a tots els habshis de Bengala (la major part va anar al Dècan i al Gujarat)

## Els habshis a altres llocs
A Gujarat hi havia molts habshis que arribaven per mar. Sota Bahadur Shah Gudjarati (1526-1537) n'hi havia uns cinc mil només a Ahmedabad una part dels quals haurien estat capturats durant l'expedició a Abissínia del 1527. L'habshi Sayf al-Mulk Miftah era governador de Daman on tenia sota comandament una força de 4000 habshis al temps de la conquesta portuguesa. A la pujada al poder de Mahmud Shah III (1537) els habshis formaven una potent facció oposada a la noblesa gujarati local. La seva activitat va permetre a Akbar el Gran la conquesta de Gujarat quasi sense lluita el 1572-1573.
Al regne de Khandesh la dinastia farúquida era d'origen habshi.
Sota els mogols alguns habshis van arribar a alts càrrecs com Atish Habshi (mort el 1651) que va governar Bihar i més tard Dècan; i Dilawar Khan, governador del Dècan mort el 1703.
Progressivament els habshis es van fusionar als indis. Modernament s'anomena "habshi" a l'indi de pell fosca, i també al que menja molt i sempre té gana. Una petita comunitat de menys de 50000 persones viu a Gujarat i Pakistan i el nom del grup és els siddis.